# 봄으로 가는 꽃가마
《봄으로 가는 꽃가마》는 1983년 2월 19일에 방영된 TV문학관이다.

## 줄거리
주인공 '나'(임혁주)는 서울에 사는 평범한 직장인이다. 어느 날 아내(조남경)가 출산을 위해 병원에 입원하고 '나'는 병원에서 초조하게 기다리다가 공교롭게도 친할머니(황정아)의 부음을 듣게 된다. 결국 '나'는 기구한 일생을 살아온 할머니의 인생을 생각해서 아직 진통중인 아내를 병원에 남겨두고 할머니 장례식에 참석하기 위해 고향으로 떠나는데...

## 출연
- 황정아
- 곽경환
- 김기섭
- 조은덕
- 임혁주
- 조남경
- 김해권
- 김시원
- 장희진
- 김일란
- 김종구
- 최주봉
- 서승현
- 안해숙
- 전광렬
- 윤성국
- 노영화
- 김민희
- 안성태
- 주덕호